# Găinești (okręg Suczawa)
Găinești – wieś w Rumunii, w okręgu Suczawa, w gminie Slatina. W 2011 roku liczyła 1953 mieszkańców. 
22 lipca 1938 w pobliżu miejscowości rozbił się Lockheed L-14H Super Electra należący do PLL LOT.